# Medaille „Für sehr gute Leistungen im sozialistischen Berufswettbewerb“

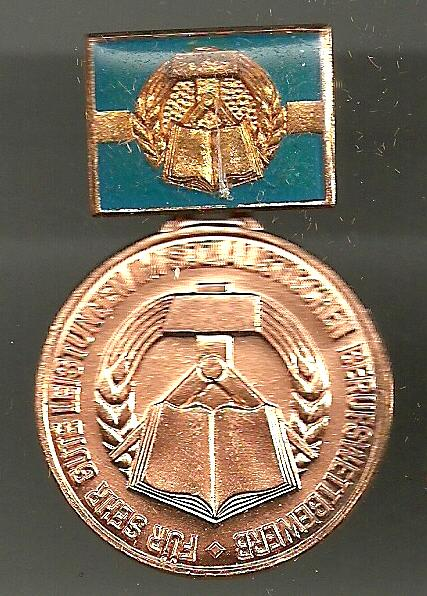
Medaille für sehr gute Leistungen im Berufswettbewerb der DDR

Die Medaille „Für sehr gute Leistungen im sozialistischen Berufswettbewerb“ war eine staatliche Auszeichnung  der Deutschen Demokratischen Republik (DDR), welche in Form einer tragbaren Medaille verliehen wurde.

## Geschichte
Die Medaille wurde am 19. November 1970 in einer Stufe gestiftet. Ihre Verleihung erfolgte an Lehrlinge, die im sozialistischen Berufswettbewerb ihre Wettbewerbsverpflichtungen sowie die Lehrplananforderungen mit sehr guten Ergebnissen erfüllt hatten. Ferner auch für Lehrlinge, die sich in der Neuererbewegung schöpferisch und aktiv beteiligten und an der Lösung wissenschaftlich-technischer Aufgaben auf dem Gebiet des Lernens, der Produktion, der vormilitärischen Ausbildung sowie der Kultur und des Sports mitgewirkt hatten. Die Medaille konnte auch wiederholt in jedem Lehrjahr erneut verliehen werden.

## Aussehen und Tragweise
Die vergoldete Medaille mit einem Durchmesser von 30 mm zeigt auf ihrem Avers mittig das Symbol des Berufswettbewerbs: ein aufgeschlagenes Buch, das vor einem Hammer und Zirkel mit runden Ähren ruht. Umschlossen ist diese Symbolik von der Umschrift: FÜR SEHR GUTE LEISTUNGEN IM SOZIALISTISCHEN BERUFSWETTBEWERB. Das Revers der Medaille ist dagegen glatt und zeigt die vierzeilige Inschrift (ein Zitats Lenins): LERNEN, LERNEN / UND NOCHMALS / LERNEN / (LENIN). Getragen wurde die Medaille an einer 20 × 15 mm großen lackierten Spange mit schwarzen Grund in dessen Mitte waagerecht ein 4 mm breiter goldener Balken eingelassen ist. Mittig der Spange ist das Symbol des soeben beschriebenen Berufswettbewerbs eingelassen. Die hier geschilderte Farbvariante wurde bis 1971 verwendet, ab 1972 waren Medaille und Spange bronzefarben und nicht mehr schwarz lackiert worden, sondern blau. Getragen wurde die Medaille zunächst auf der rechten oberen Brustseite, ab 1978 dann auf der linken.